# دراکون
دراکون (به یونانی: Δράκων, Drakōn) اولین قانون‌گذار ثبت‌شده در تاریخ آتن در یونان باستان است. او در قرن هفتم پیش از میلاد می‌زیست. دراکون مجموعه قوانین مکتوبی را تدوین کرد که جایگزین قانون شفاهی و دشمنی‌های خونی بین قبایل یونانی شد. احکام قوانین تنها در صورتی اجرا می‌شدند که توسط دادگاه صادر شده باشند. قوانین دراکون بسیار سختگیرانه و ظالمانه بودند و مجازات بیشتر جرایم مرگ بود. امروزه قانون دراکونی به قانونی گفته می‌شود که مجازات نسبت به جرم، شدید باشد.

## قوانین دراکون
قوانینی که دراکون مدون کرد به اولین قانون اساسی آتن مبدل شد.
در قوانین دراکون چند نوآوری دیده می‌شود:
- به جای قوانین شفاهی که فقط اقشار خاصی از مردم از آن مطلع بودند و دلبخواهانه تفسیر و اجرا می‌شدند، تمام قوانین مکتوب شدند تا همهٔ مردم (حداقل باسوادها) از آن‌ها اطلاع یابند و در صورت لزوم نزد آریوپاگوس فرجام‌خواهی کنند.
- قوانین بین قتل عمد و غیرعمد تفاوت قائل شدند.

با وجود این، قوانین دراکون به‌شدت سختگیرانه بودند. مثلاً هر بدهکاری که شأن اجتماعی‌اش از طلبکار پایین‌تر بود، باید به بردگی تن می‌داد. اما مجازات مقروضان به طبقات پایین‌دست جامعه بسیار سهل‌گیرانه‌تر بود. جرایمی کوچک چون «دزدیدن کلم» با مجازات مرگ پاسخ داده می‌شد. پلوتارک دربارهٔ کاربرد دلبخواهی و آزادانه مجازات مرگ در قوانین دراکون می‌گوید: از خود دراکون پرسیدند که چرا برای بیشتر جرایم مجازات مرگ را تجویز کرده‌است و او پاسخ داد که مجازات مرگ را برای جرایم جزئی، مناسب و بجا تشخیص داده و لذا مجبور شده‌است که برای جرایم مهمتر نیز همان مرگ را تجویز کند چون مجازات سخت‌تری نیافته‌است.
سولون در اوایل قرن ششم پیش از میلاد همهٔ قوانین دراکون بجز قتل را ملغی اعلام کرد.